# تجارة الجنس الرقمية عبر الإنترنت
تجارة الجنس الرقمية عبر الإنترنت والمعروف أيضا باسم الاستغلال الجنسي عبر الإنترنت،  هو نوع من أنواع الاتجار بالجنس والجرائم المعلوماتية التي تتضمن بث مباشر للأفعال الجنسية بالإكراه أو الاغتصاب. ويُعتبر أحد أشكال الجنس عبر الانترنت الذي يحدث دون موافقة الطرف الآخر وغالبا ما يكون لغرض تجاري. يُخطف ضحايا البث المباشر للاعتداء الجنسي  ويُنقلون قسرا إلى «أوكار الإنترنت»  حيث يضطرون للقيام بأعمال جنسية على أنفسهم وعلى ضحايا آخرين  مثل الاستعباد الجنسي في الحقيقي أو تعريضها لممارسة الجنس أمام كاميرا الويب تحت التهديد أو العنف. كما أن الضحايا عادة يضطرون لمشاهدة الجناة على الشاشات المشتركة واتباع أوامرهم. وتشمل الفئات الأكثر عرضة لهذا الاتجار كل من النساء  والأطفال والأشخاص الذين يعانون من الفقر. أحيانا يحدث تسجيل لهذا البث المباشر وتتضمن هذه الجريمة التي تستخد الاتصال بوساطة الكمبيوتر ارتباطًا وثيقًا بإنتاج ومشاركة الملفات وبيع المواد الإباحية عن الاغتصاب  والتصوير الإباحي للأطفال.
لا توجد بيانات حول حجم الاتجار السيبراني الجنسي حول العالم. لكن يرسل إلى السلطات سنويًا ملايين التقارير حول الاستغلال الجنسي عبر الإنترنت. فهي صناعة بمليارات الدولارات. وقد نشأت هذه الصناعة غير المشروعة مع العصر الرقمي وترتبط بالعولمة، وقد تصاعدت جرائم البث الحي نتيجة التوسع العالمي في الاتصال عن بعد وكذا الانتشار العالمي للإنترنت  والهواتف الذكية  خاصة في البلدان النامية. كما ساهم في تسهيل هذه الجرائم استخدام البرامج وأنظمة الاتصال المشفرة  وتقنيات الشبكات التي تتطور باستمرار، بالإضافة إلى نمو أنظمة دفع التجارة الإلكترونية الدولية مع خدمات التحويل المصرفي  والعملات المعماة التي تخفي هويات المتعاملين.
تتطلب طبيعة الإجرام الدولي والنطاق الواسع الانتشار للاتجار السيبراني الجنسي استجابة موحدة للدول والشركات والمنظمات في العالم وذلك للحد منها؛  ولحماية الضحايا وإنقاذهم وإعادة تأهيلهم؛ ولاعتقال ومقاضاة الجناة. وقد بدأت بعض الحكومات حملات دعوية وإعلامية تركز على الوعي بهذا النوع من الجرائم، كما أقاموا ندوات تدريبية لتعليم قوات إنفاذ القانون والمدعين العامين وكذا العاملين في المنظمات غير الحكومية وغيرهم لمكافحة الجريمة وتقديم خدمة الرعاية اللاحقة المستنيرة بعد الصدمة. ويبدوا أن هناك حاجة إلى تشريع جديد لمكافحة الاتجار السيبراني عبر الإنترنت في القرن الحادي والعشرين.

## الضحايا
يُخطف الضحايا، ومعظمهم من النساء والأطفال، ويتم تهديدهم أو خداعهم،  أو حتي تخديرهم، ويُحبسون في غرف ذات نوافذ مغطاة أو حتى بدون نوافذ وفي وجود كاميرا ويب. ليعانون جراء ذلك من صدمة جسدية ونفسية. كما أن البعض منهم قد يُكره على زنا المحارم،  كما أن عدد من الضحايا يتم الاعتداء عليه وتعذيبه. 
يمكن للزبائن الجناة استغلال هؤلاء الضحايا من أي مكان في العالم عبر كمبيوتر أو جهاز لوحي أو هاتف متصل بالإنترنت. ويشار إلى مواقع احتجاز الضحايا عادة باسم «أوكار الإنترنت»  والتي يمكن أن تكون في المنازل، الفنادق، المكاتب، أو مقاهي الإنترنت، مما يصعب الأمر على سلطات إنفاذ القانون في التعرف على هذه الأماكن. ويُعتبر عدد ضحايا الاتجار عبر الإنترنت غير معروف.
بعض الضحايا لا يتم نقلهم جسديًا واحتجازهم في مكان ما، ولكنهم ضحايا يكونوا ضحايا للإبتزاز الجنسي على الإنترنت، حيث يتم ابتزازهم عبر كاميرا الويب أو التنمر عليهم أو إكراههم على تصوير أنفسهم وهم يرتكبون أفعالًا جنسية عبر الإنترنت. فيما يُخدع بعض الضحايا الآخرين من قبل شركاء رومانسيين مزيفين والذين يكون في حقيقته موزع للمواد الإباحية للأطفال.
يعتبر المهمشون بالفقر أو الصراع أو الاستبعاد الاجتماعي أو التمييز العنصري أو غير ذلك من المشاكل الاجتماعية أكثر عرضة وبشكل متزايد لخطر الوقوع كضحية. وقد أُشير إلى الاتجار السيبراني الجنسي ونشر المحتوى الجنسي الذي يشمل النساء والفتيات الصغيرات (والذي غالبًا ما يتضمن تهديدات)، على أنه "عنف رقمي معتمد على الجنس" أو " عنف جنسي عبر الإنترنت قائم على النوع الجندري".

## الجناة
يتعامل الجناة الذكور أو الإناث  المتجرين بالجنس عبر الإنترنت وكذا المستهلكين من خلف حاجز افتراضي وغالبًا ما يكونون مجهولين من كل دول العالم ومن كل الطبقات الاجتماعية والاقتصادية، ويمكن للجناة أن يكونوا جزءًا من المنظمات الإجرامية الدولية أو العصابات المحلية أو عصابات الجرائم الصغيرة أو شخص بمفرده. ويتفقون جميعا في أنهم يعملون سراً، وأحياناً يفتقرون إلى وجود هياكل منسقة يمكن للسلطات القضائية القضاء عليها. وغالبية هؤلاء الجناة من الرجال. غير أن الطبيعة المشفرة للتكنولوجيا الحديثة تجعل من الصعب تتبع هؤلاء الجناة. كونهم مدفوعون بالجشع أو محاولات الإشباع الجنسي. ويقوم الجناة بالإعلان عن الأطفال على الإنترنت للحصول على مشترين. ليقوموا بعدها بعملية غسيل للأموال التي حصلوا عليها.

## المنصات
يحدث الاستغلال الجنسي عبر الإنترنت على شبكات التواصل الاجتماعي،  والمهاتفات الفيديوية وصفحات المواعدة وغرف وتطبيقات الدردشة عبر الإنترنت ومواقع الويب المظلم  والصفحات والنطاقات الأخرى. كما يحدث أيضًا عبر التليجرام  وغيرها من صور التراسل الفوري والتعليق الصوتي القائم على السحاب.
يستخدم الجناة منصات ند لند وشبكات خاصة افتراضية وبرامج تور وغير ذلك من التطبيقات الأخرى، للقيام بأنشطة المنحرفة مع ضمان إخفاء هويتهم.

### الويب المظلم
يحدث الاتجار السيبراني الجنسي عبر بعض مواقع الويب المظلمة حيث يتوفر للمستخدمين غطاء تقني معقد لإخفاء هويتهم.

### وسائل التواصل الاجتماعي
كما يمكن للجانة استخدام فيسبوك وتقنيات وسائل التواصل الاجتماعي الأخرى.

### مهاتفة عبر الفيديو
يحدث الاتجار السيبراني الجنسي عبر سكايب  وغيره من تطبيقات المهاتفة الفيديوية. حيث يقوم الجناة بتوجيه الاعتداء الجنسي على الأطفال باستخدام خدمات البث المباشر الخاصة به.

## الأنشطة حسب المنطقة

### أستراليا وأوقيانوسيا
تحقق الشرطة الفيدرالية الأسترالية في جرائم الاتجار السيبراني الجنسي محليًا وفي منطقة آسيا والمحيط الهادئ.

### شرق اسيا
حدث اتجار سيبراني جنسي في قضية مجموعات الدردشة المشفرة عام 2018-2020 في كوريا الجنوبية.
حيث تعرضت نساء وفتيات للاغتصاب المهبلي والشرجي والتلمس والاستمناء القسري في أوكار الاغتصاب عبر الإنترنت.

### أوروبا
تقوم وكالة الاتحاد الأوروبي للتعاون في إنفاذ القانون (يوروبول) بالتحقيق ونشر الوعي حول الاستغلال الجنسي عبر الإنترنت. وقد أُعد المركز الأوروبي للجرائم الإلكترونية التابع لليوروبول خصيصًا لمكافحة الجرائم الإلكترونية.
تحقق وكالة الجرائم الوطنية في المملكة المتحدة في جرائم الاتجار عبر الإنترنت محليًا وفي الخارج.

### أمريكا الشمالية
يقوم مكتب التحقيقات الفيدرالي  وتحقيقات الأمن الداخلي (الذراع التحقيقي لوزارة الأمن الداخلي بالولايات المتحدة) بعمليات مكافحة الاتجار السيبراني الجنسي.

### جنوب شرق آسيا
حددت منظمة الأمم المتحدة للطفولة (اليونيسيف) الفلبين كمركز عالمي للاتجار السيبراني الجنسي. حيث يتلقى مكتب الجرائم الإلكترونية في وزارة العدل الفلبينية مئات الآلاف من المعلومات والمقاطع والصور التي تُظهر أطفال فلبينيين يُستغلون جنسيًا على الإنترنت. وتحارب الشرطة الوطنية الفلبينية ضد الاتجار السيبراني الجنسي في البلاد، جنبًا إلى جنب مع مركز حماية النساء والأطفال، ومركز جرائم الإنترنت ضد الأطفال في الفلبين  ويُعتبر رانشو ني كريستو في سيبو ملجأ مخصص بشكل حصري لإعادة تأهيل الأطفال بعد الاستغلال الجنسي لهم عبر الإنترنت. ويحصل الأطفال في الملجأ على الطعام والرعاية الطبية والاستشارات والتوجيه والتدريب على المهارات الحياتية.
كما تقوم فرقة العمل الخاصة بجرائم الإنترنت ضد الأطفال التابعة للشرطة الملكية التايلاندية بمكافحة جرائم الاتجار السيبراني الجنسيفي البلاد.

## مكافحة الجريمة
تستخدم السلطات والطب الشرعي والتشفير والمجالات الأخرى  تحليل البيانات ومشاركة المعلومات لمكافحة الاتجار السيبراني الجنسي، ويُوضع الأمل في التعلم المتعمق والخوارزميات والتعرف على الوجه كوسائل لمكافحة جريمة الاتجار السيبراني الجنسي. وتمكّن أزرار الإبلاغ في بعض برامج الفيديو المستخدمين من الإبلاغ عن الأشخاص المشتبه بهم أو أية أعمال استغلال جنسي عبر الإنترنت. وتعيق قوانين الخصوصية التحقيقات في بعض الأحيان، الأمر الذي يجعل من الصعب مراقبة الجناة والقبض عليهم. ولذا تنخفض معدلات إدانة الجناة.
تجمع المنظمة الدولية للشرطة الجنائية الأدلة حول الاستغلال الجنسي عبر الإنترنت وغيره من الجرائم الجنسية،  تتألف فرقة العمل العالمية الافتراضية من وكالات إنفاذ قانون تكافح الجرائم السيبرانية حول العالم،  وتمول منظمة الأمم المتحدة للطفولة (اليونيسيف) تدريبات الشرطة لتحديد هوية الجرائم السيبرانية والتصدي لها.
تتعاون شركات التكنولوجيا متعددة الجنسيات مثل جوجل ومايكروسوفت وفيسبوك لتطور أدوات رقمية تساعد في إنفاذ القانون ومكافحة الجريمة.

## التعليم
أدخلت وزارة التعليم الماليزية الوعي بالاتجار السيبراني الجنسي في مناهج المدارس الثانوية.

## منظمات غير حكومية
تُعد العثة الدولية للعدالة أحد المنظمات غير الربحية الرائدة في العالم والتي تنفذ مبادرات لمكافحة الاتجار السيبراني الجنسي.
ويساعد المركز الوطني للأطفال المفقودين والمستغلين في الولايات المتحدة السلطات في حالات الاتجار السيبراني الجنسي.
كما تكافع منظمة Terre des hommes الدولية غير الربحية الاستغلال الجنسي للأطفال عبر الإنترنت.

## روابط خارجية
- إحاطة رابطة مراسلي الأمم المتحدة (UNCA) بشأن مكافحة الاتجار السيبراني باللغة الإنجليزية